# Будинок фотографії Робера Дуано
Будинок фотографії Робера Дуано — це виставковий центр, присвячений фотографії, відкритий у квітні 1996 року, розташований за адресою n 1 rue de la Division-du-Général-Leclerc в Gentilly ( Валь-де-Марн ).

## Будівля
Будівля нинішнього  Будинку фотографії Робера Дуано, одна з найстаріших у Жантійї, була збудована в другій половині XVIII століття єзуїтами, які володіли величезним маєтком на південний схід від села Гран-Жантійї, заміським будинком, місцем відпочинку для студентів Луї-ле-Гранда. Спочатку її призначення не було чітко визначене.  Лише в ХХ столітті будівля стала готелем для оренди мебльованих кімнат під назвою «Готель Парой», таким чином отримавши назву однойменної вулиці, яка пізніше стала rue de la Division-du-Général-Leclerc.  Покинута і занедбана, вона була куплена міською радою Жентійї в квітні 1985 року, але її майбутнє ще не було визначене.
У 1992 році місто відсвяткувало 80 річчя Роберта Дуано, який сам був уродженцем Жантілі. Саме з цієї нагоди фотограф дав своє ім’я колишньому готелю, який відтепер стане місцем, присвяченим фотографії. Майбутній Maison de la photographie Robert-Doisneau розташований за кілька сотень метрів від будівлі, де 14 avril 1912 народився фотограф  .
Тоді роботи взявся за роботу архітектора Жаклін Еберхард. Внутрішній простір площею 200 m2  було переплановано для розміщення виставок, публіки та адміністрації сайту.
Робер Дуано помер11 квітня 1994 року. Коли Maison de la photographie Robert-Doisneau відкрив свої двері в 1996 році, його спонсорував Жан Дьєзайде, ще одна велика постать французької гуманістичної фотографії та друг Дуано.

## Місія, діяльність, організація
З моменту відкриття в 1996 році, Будинок фотографії Робера Дуано є місцем проведення тимчасових виставок. Хоча він не зберігає роботи фотографа ,  центр віддає йому данину пошани, досліджуючи, серед інших фотографічних напрямків (агенція Noor, студія Sam Lévin…), гуманістичну фотографію в її історії та сучасних практиках.
Щороку тут проводяться чотири монографічні або тематичні виставки, що базуються на історичних колекціях, творах сучасних авторів та архівах  професійних чи аматорських фотографів.  До програми також входить "Фотографія в школі" - освітній експеримент та виставка, створена дітьми.

### Колекції
Основною метою Будинку фотографії Робера Дуано є проведення тимчасових виставок як у приміщеннях, так і поза ними. Тому його початкова місія полягає не в збереженні колекцій.
Однак його річна програма поступово сприяла створенню двох колекцій: усіх відбитків, зроблених і виставлених під час проекту "Фотографія в школі", та фотографічної колекції муніципального фонду сучасного мистецтва Жантільї (FMAC).

### Вкладення
Після того, як з січня 2006 установа була у підпорядкуванні міської громади Валь-де-Б’євр , з січня 2016 року вона перебуває під юрисдикцією територіальної громадської установи Гран-Орлі Сен-Б’євр .

### Керівництво
- Анні-Лор Ванавербек, з 1996 по 2013 рік
- Міхаель Улетт, з 2014 року

## Виставки
- 1996 рік :  Чи так живуть чоловіки…, 80 фотографів з 17 країн, період з 1905 по 1996 рік.
- 1999 рік :
  - 20 років у Бамако, фотографії Жиля Кулона
  - Дар річки, фотографії Бернара Декампа
- 17-18 вересня 2011 : Роберт Джоб, в рамках Днів спадщини
- 2012 : Жан Дьозед, людина образів
- 2012 - 2013 роки :
  - Еміль Савітрі, фотограф з Монпарнаса
  - « Жан Паскаль Імсан, Лінії Форми Об’єми », Фотографія в школі, 12-е видання, Noor
  - Філіп Лоппареллі
- 2014 рік :
  - Джеральд Ассулін
  - “ Все в чорному та білому ", Фотографія в школі, 13-е видання
  - Гомер Сайкс, Англія 1970-1980, знайдені фотографії, аматорська фотографія XX століття
- 2015 рік :
  - Марсель Бовіс 6x6 [2]
  - " Дивитися/Бачити ", Фотографія в школі 14-е видання
  - Франк Лендрон Колишній час
  - з 16 жовтня 2015 по 17 січня : Невидимий слід людей Лена Гудд [3]
- 2016 рік :
  - з 28 січня по 24 квітня : Анрі Салесс Новий світ [4]
  - " Подив ", Фотографія в школі 15-е видання
  - " Студія Левіна, Сем Левін і Люсьєн Шевер ", з 17 червня по 25 вересня 2016
- 2017 рік : " Фред Штейн ", з 10 червня по 14 вересня 2017
- 2018 рік : " Арденн ", фотографії Еріка Гульєлмі, з 26 січня по 15 квітня

## Практична інформація

### Транспорт
- Індивідуальний доступ

Номер 1 вулиці Дивізіон-дю-Женерал-Леклерк (офіційна адреса) відповідає короткій тупиковій ділянці цієї вулиці, і її важко знайти  .
- Громадський транспорт
  - RER B, станція Gentilly
  - VALOUETTE,  безкоштовний транспортний сервіс між різними муніципалітетами Валь-де-Б'євр.
  - Автобус:
    - лінія No57, зупинка : Медіатека, відділ Leclerc
    - лінія 125, зупинка : Ратуша Жентійї
    - лінія 184, зупинка : Ратуша Жентійї

### Розклади
Вхід вільний
- З середи по п'ятницю з 13:30. до 18:30
- Субота та неділя з 13:30 до 7 вечора
- Зачинено у святкові дні